# 宇宙論原則
宇宙論原則（英語：cosmological principle）不是一種原理，但即使只是一種合理的假設或是通則，仍然嚴格的限制了許多合理的宇宙學的理論。它論斷了在大尺度觀測下的宇宙該呈現的面貌：在大尺度的觀測下，宇宙是均質與各向同性的。

## 本質
均質和各向同性的性質假設提出地球不在一個特殊的位置（參見哥白尼原則），並且在大尺度觀測下的宇宙，視線所及的任何方向與任何地方看起來都是一樣的。
首先，觀測顯示在離地球較遠之處的星系分布是不同於地球附近的，但是宇宙学原則提出星系的分布在整個均質宇宙之內是一致的。因此，為符合对遙遠星系的觀測，均質的宇宙可能不是靜態的。同樣地，这也暗示在所有視線方向上，每個星系的紅移值都會與星系發展的不同階段同步。
一個非靜態的宇宙也暗示著宇宙論原則也適用於廣義相對論。
宇宙論原則，原本的涵意，是從任何一個位置觀察宇宙所能看見的景觀都能顯示之外其他的景觀。觀測只表示外觀有特定紅移(範圍)的天體相對於地球的類似星系族群在均質與各向同性下的分布狀態，並且獲得的多數宇宙影像都像哈勃超深空(那裡混合著不規則藍星系和正常的星系，可以一起被觀測)那樣難以想像。沒有文字可以描述何類的紅移是沿著這樣的表面各向同性。

## 不同的觀點
對宇宙論原則的挑戰來自邏輯學的問題：
以經驗為根據的論點認為，在有限範圍內的觀測不可能清楚的顯示觀測範圍之外的狀態。
非均質的空間 (不規則的和參差不齊的分布) 經常包含部分均質和各向同性的物質。從這個觀點看，地球是存在於非均質宇宙中的均質和各向同性的物質(違背我們目前觀測的極限尺度)。在非均質分布的區域，他的結構只有光在不同的結構之間運行的時間尺度之內，結構是穩定的。
如果一個非均質的宇宙被發現，下面的一些現象可能適用：
- 在天空中有相同直徑和角度大小的星系，將有明顯不同的紅移，因此哈伯常數將有不同的數值。
- 從藍不規則星系到規則星系都有相同比例的族群有著不同的紅移值，超越大角度尺度的非均質分布將導出不同的哈伯常數。

## 支持的證據
- 觀測到宇宙微波背景輻射(CMB)的各向同性，與哥白尼原則吻合。[1]